# Maison des Amis de la Fagne
La maison des Amis de la Fagne est une maison classée située dans le centre historique de la ville de Verviers en Belgique (province de Liège).

## Localisation
Cette maison est située au no 3 de la rue Bouxhate, une petite voie de la partie basse et du centre de Verviers. La demeure se situe sur une placette où se dresse la statue du Chat volant, à proximité de la rue des Souris.

## Historique
La période exacte de la construction de cette demeure n'est pas connue mais elle a l’allure et le gabarit des maisons modestes dans le Verviers d’autrefois, depuis la fin du Moyen Âge jusqu’au XVIIe siècle. Au XXe siècle, la maison a été le siège de l'association des Amis de la Fagne qui a donné son nom à la demeure. La ville de Verviers, propriétaire, met la maison en vente en 2018. La façade est à ce moment détériorée, plusieurs panneaux d'enduit ayant disparu.

## Description
Cette maison d'angle possède un rez-de-chaussée bâti principalement en moellons de grès mais aussi en brique pour la partie gauche. Les étages (un niveau en façade, deux niveaux au pignon) sont réalisés en colombages avec pans de bois et briques recouvertes d'enduit blanc. Devant la maison, on peut encore observer trois bornes de pierre placées à cet endroit pour la protection de la bâtisse contre les heurts des charrettes.

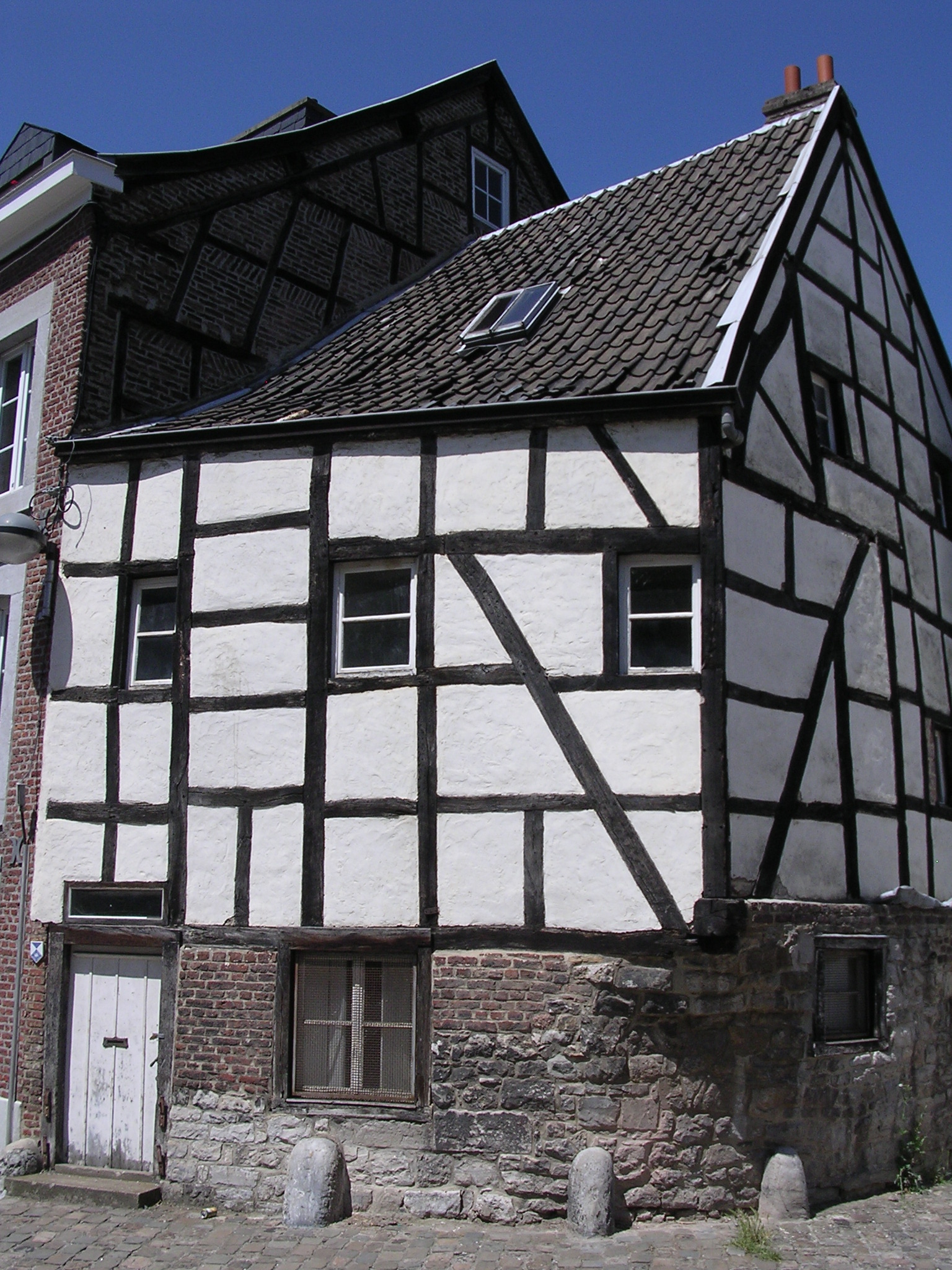
La maison en 2005